# 阿根廷国家众议院
阿根廷国家众议院（西班牙語：Honorable Cámara de Diputados de la Nación Argentina）是组成阿根廷国会的两院之一。有257个席位，其席位数量根据每十年进行的人口普查结果进行调整，尽管自1983年恢复民主以来还未进行过。 
众议员直接代表全国公民，任期四年，在每个联邦区根据汉狄法选举产生。每两年改选半数。

## 要求
对于阿根廷公民，成为国家众议员须满足以下要求：年满二十五岁，持有阿根廷公民并履行义务至少四年，并且出生于被选举代表的省份，或连续居住两年。 众议员不得兼任行政体系中的任何职务。 此外，众议员也不得为任何常任教士(即：天主教会官方雇员)，也不得隶属于任何省的行政体系。

## 当前职权

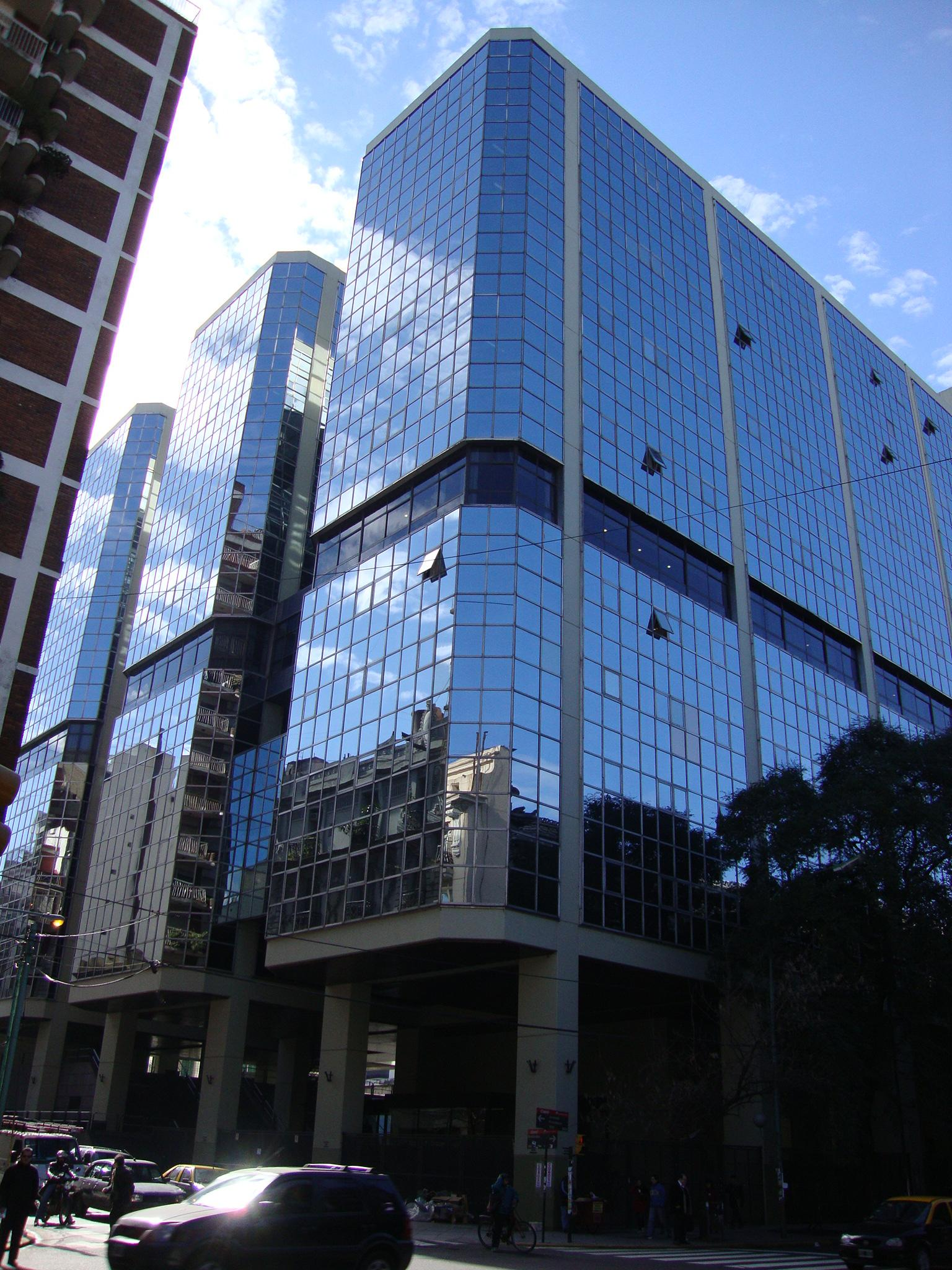
众议院A附楼

由内部选举产生，目前根据以下行政顺序：
| 职务         | 众议员            | 政党     |
| ------------ | ----------------- | -------- |
| 议长         | Emilio Monzó      | 变革联盟 |
| 第一副议长   | José Luis Gioja   | 胜利阵线 |
| 第二副议长   | Patricia Giménez  | 变革联盟 |
| 第三副议长   | Felipe Solá       | 革新联盟 |
| 会议秘书     | Eugenio Inchausti | 变革联盟 |
| 行政秘书     | Florencia Romano  | 变革联盟 |
| 活动协调秘书 | Luz Alonso        | 胜利阵线 |
| 会议副秘书   | Marta Luchetta    | 胜利阵线 |
| 行政副秘书   | Marcio Moreira    | 胜利阵线 |